# Bernhard Zimniok
Bernhard Zimniok, né le 21 juin 1953 à Schnaittenbach, est un homme politique allemand, membre de l'Alternative pour l'Allemagne. il est député européen de 2019 à 2024.

## Biographie
Bernhard Zimniok étudie le génie des communications et les sciences politiques au sein de la Bundeswehr. Après une carrière dans la Bundeswehr, il est conseiller juridique à l'ambassade d'Allemagne à Damas, la capitale syrienne, puis pendant quatre ans à l'ambassade d'Allemagne à Islamabad, au Pakistan. Bernhard Zimniok travaille comme conseiller en matière de sécurité au Moyen-Orient et en Afrique. En mai 2019, il est élu au Parlement européen pour l'Alternative pour l'Allemagne.